# کوو (یوتا)
کوو (به انگلیسی: Cove) یک منطقهٔ مسکونی در ایالات متحده آمریکا است که در شهرستان کش، یوتا واقع شده‌است. کوو ۳۷٫۸ کیلومتر مربع مساحت و ۴۶۰ نفر جمعیت دارد و ۱٬۳۸۹ متر بالاتر از سطح دریا واقع شده‌است.